# Teror (film)
Teror (v anglickém originále Trespass) je americký kriminální film z roku 2011. Režisérem filmu je Joel Schumacher. Hlavní role ve filmu ztvárnili Nicolas Cage, Nicole Kidman, Cam Gigandet, Jordana Spiro a Ben Mendelsohn.

## Obsazení
| Nicolas Cage    | Kyle Miller  |
| Nicole Kidman   | Sarah Miller |
| Cam Gigandet    | Jonah        |
| Jordana Spiro   | Petal        |
| Ben Mendelsohn  | Elias        |
| Liana Liberato  | Avery Miller |
| Dash Mihok      | Ty           |
| Nico Tortorella | Jake         |